# Robert Stawell Ball
Robert Stawell Ball o, simplement, Robert Ball (1840-1913) va ser un matemàtic i astrònom irlandès professor de la Universitat de Cambridge i molt conegut per la seva labor divulgativa de l'astronomia.

## Vida i Obra
Ball era fill del naturalista irlandès Robert Ball. A partir de 1857 va estudiar al Trinity College (Dublín), on va obtenir una beca el 1860 i es va graduar el 1865, especialitzant-se en matemàtiques i física. Entre 1865 i 1867 va treballar com tutor dels fills de William Parsons, comte de Rosse, tenint accés al magnífics telescopis del comte. El 1867 va ser nomenat professor de mecànica del recent inaugurat Royal College of Science de Dublín. En retirar-se Franz Brünnow el 1874, va ser nomenat astrònom reial d'Irlanda i professor d'astronomia de la universitat de Dublín en la seva substitució. Els càrrecs portaven aparellats la direcció del observatori de Dunsink.
Finalment, el 1892 va ser nomenat catedràtic d'astronomia de la universitat de Cambridge, càrrec que va mantenir la resta del seus dies. També va ser president de la Royal Astronomical Society (1897-1899) i de la secció de matemàtiques de la British Association for the Advancement of Science (1899-1900).
A part de la seva teoria dels cargols (1876) per explicar la dinàmica dels cossos rígids, Ball va ser l'estrella del circuit de les conferències d'astronomia a partir de 1890. A més de ser un showman reconegut que esquitxava d'humor les seves conferències, també les omplia d'il·lustracions adequades a l'edat de la seva audiència.
També va escriure nombrosos llibres divulgatius, el més famós dels quals, The history of the Heavens (1886), es va reeditar nombroses vegades malgrat el seu preu prohibitiu.